# فولفغانغ ارازابال
فولفغانغ ارازابال (بالإسبانية: Wolfgang Larrazábal) (و. 1911 – 2003 م) هو جندي من فنزويلا .

## روابط خارجية
- فولفغانغ ارازابال على موقع مونزينجر (الألمانية)